# 崔恵妃
恵妃崔氏（けいひ さいし、洪武28年10月8日（1395年11月20日） - 永楽22年7月18日（1424年8月12日））は、明の永楽帝の妃。朝鮮の人。

## 経歴
籍貫は畿内左道の水原府。中軍副司正崔得霏の娘として生まれた。
永楽6年（1408年）、明に献上されて後宮に入り、美人となった。父の崔得霏は明の五品鴻臚少卿に任じられた。
永楽19年（1421年）、永楽帝が後宮の者たちの大量処刑を行った際、南京で療養中のため巻き込まれずにすんだ。永楽22年7月18日（1424年8月12日）、永楽帝の崩御により崔氏は殉死を命じられ、康靖荘和恵妃の諡号が贈られた。

## 伝記資料
- 『明成祖実録』
- 『朝鮮王朝実録』